# غاز-64

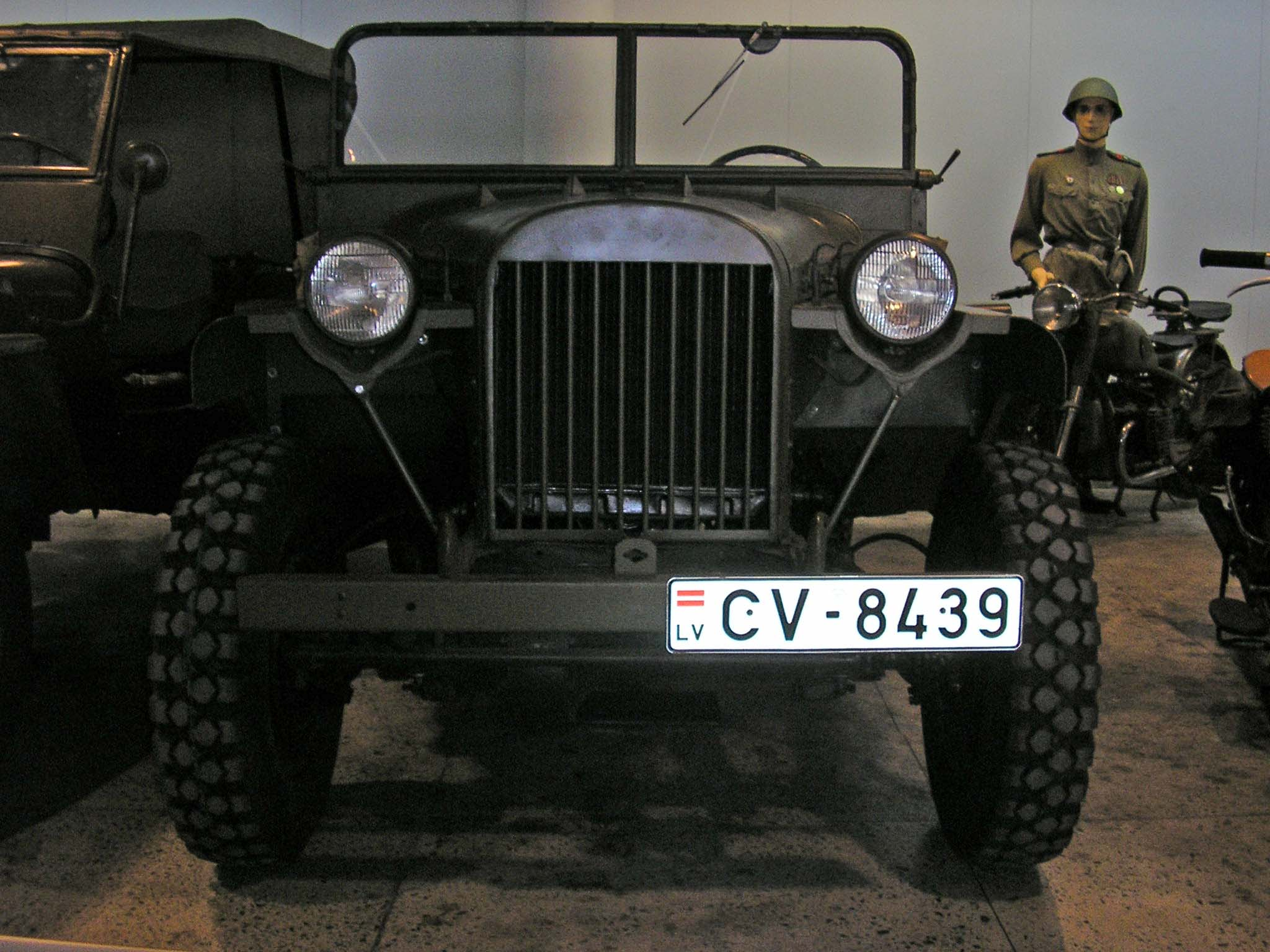
سيارة غاز 64 في المتحف

غاز-64 (بالروسية:ГАЗ-64) ، هي سيارة جيب عسكرية روسية الصنع ، بدأت صناعة المركبة سنة 1941م ، واستمر الصناعة حتى عام 1942م ، واستخدمت فيه الحرب العالمية الثانية والذين يسمون الروس الحرب الوطنية العظمى ، يعرض بعض مركبات غاز-64 في أحد المتاحف العسكرية.

## مصدر
1. ↑  ГАЗ-64 Отечественные легковые автомобили. 1896-2000 гг. [وصلة مكسورة] نسخة محفوظة 11 مايو 2020 على موقع واي باك مشين.